# Захаров, Илья Никифорович
Илья Никифорович Захаров — советский хозяйственный и государственный деятель, лауреат Государственной премии СССР за выдающиеся достижения в труде.

## Биография
Родился в 1926 году в деревне Венницы, по другим данным — в деревне Липиха или в деревне Загорье. Член КПСС.
Учился в ремесленном училище в Ленинграде, эвакуирован.
Участник Великой Отечественной войны: наводчик 203-миллиметровой пушки-гаубицы в 183-й гаубичной артиллерийской бригаде Первого Украинского фронта.
В 1950—1986 годах — тракторист-машинист Устюженского специализированного отделения по производственному и агрохимическому обслуживанию колхозов и совхозов Устюженского района Вологодской области.
За получение высоких урожаев риса, кукурузы, гречихи, сахарной свёклы и льна на основе внедрения прогрессивной технологии и передового опыта был в составе коллектива удостоен Государственной премии СССР за выдающиеся достижения в труде 1978 года.
Умер в Устюжне в 2005 году.

## Награды
- Орден Отечественной войны II степени (06.04.1985)
- Орден Знак Почёта
- Медаль За отвагу (06.05.1945)